# Yabuki Kentarō
Yabuki Kentarō (矢吹 健太朗 (Thỉ-Xuý Kiện-Thái-Lãng) sinh ngày 4 tháng 2 năm 1980) là một họa sĩ Manga và họa sĩ minh họa người Nhật, ông nổi tiếng nhất với loạt manga Black Cat. Người thầy của ông là Obata Takeshi, họa sĩ minh họa của Death Note, Hikaru no Go và Bakuman.

## Tổng quan
Yabuki đã nói rằng tất cả mọi thứ ông đã học về vẽ manga, ông đều học từ loạt manga Dragon Ball của Toriyama Akira. Ông thậm chí còn thừa nhận rằng ấn phẩm đầu tiên của mình trong Jump không phải là công việc của riêng mình mà thực ra là một bản minh họa kết hợp, thay vì hợp nhất với nhau, nhân vật Gohan và Trunks mà ông đã gửi đến một cuộc thi năm 1995 đã giành được giải thưởng.
Yabuki nổi tiếng nhất với loạt manga Black Cat phát hành từ năm 2000 đến năm 2004 Weekly Shōnen Jump và sau đó được chuyển thể thành anime. Cả hai đều được phát hành ở Bắc Mỹ. Khi kết thúc, Yabuki bày tỏ mong muốn tạo ra một phần tiếp theo của bộ truyện hoặc thêm các nhân vật của nó xuất hiện trở lại trong một tác phẩm khác. Từ năm 2004, anh chỉ làm việc như một người vẽ tranh minh họa cho các tác phẩm được viết bởi các tác giả khác, bao gồm cả tác phẩm nổi tiếng To Love-Ru cùng với Hasemi Saki.
Yabuki là một diễn viên phụ trong bộ phim Godzilla: Tokyo S.O.S. sản xuất năm 2003, chạy qua các đường phố của Đồi Roppongi.

## Sản phẩm
- Yamato Gensōki (邪馬台幻想記?) (Shueisha 1998)[6]
- Jigen Bakuju (時限爆呪?) (Shueisha 1999),[6] chỉ vẽ minh họa, light novel được viết bởi Kizaki Kaya
- Black Cat (ブラックキャット Burakku Kyatto?) (2000–2004 Shueisha)[6]
- Trans Boy (トランスボーイ?) (2004)
- To Love-Ru (To LOVEる -とらぶる- To LOVEru -Toraburu-?) (Shueisha 2006–2009),[6] Minh họa
- Mayoi Neko Overrun! (迷い猫オーバーラン! Mayoi Neko Ovāran!?) (Shueisha 2010),[6] Minh họa
- Futagami Double (フタガミ*ダブル Futagami Daburu?) (2010), One-shot
- To Love-Ru Darkness (To LOVEる -とらぶる- ダークネス To LOVEru -Toraburu- -Dākunesu-?) (Shueisha 2010–2017),[6] Minh họa
- Nijiyome Gakuen Z-Cune Aoi (にじよめ学園 ズキューーン葵 Nijiyome Gakuen Zukyūn Aoi?), Minh họa
- Hatena Illusion (はてな☆イリュージョン Hatena☆Iryūjon?) (Shueisha 2014–nay), chỉ vẽ minh họa, light novel được viết bởi Tomohiro Matsu
- Darling in the Franxx (ダーリン・イン・ザ・フランキス Dārin In Za Furankisu?) (Shueisha 2018–2020), Minh họa
- Ayakashi Triangle[7] (あやかしトライアングル Ayakashi Toraianguru?) (Shueisha 2020-2023)